# Hundefleisch-Festival
Das Hundefleisch-Festival findet seit 2009 jährlich vom 21. bis zum 30. Juni im chinesischen Yulin im Autonomen Gebiet Guangxi der Zhuang anlässlich der Sommersonnenwende statt. Als Hauptattraktion wird das Fleisch von rund 10.000 eigens für das Festival geschlachteten Hunden und auch einigen Katzen verspeist. Das Fleisch wird auf dem Fest unter anderem mit Litschis und Likör serviert.
Am 18. Mai 2017 erklärten die Tierschutzorganisationen Duo Duo und Humane Society International, dass die Stadt Yulin Restaurants, Straßenständen und Markthändlern verbieten werde, Hundefleisch während des Festes im Jahr 2017 zu verkaufen. Jedoch wurde dieses Verbot nachweislich nicht eingehalten und das Festival fand trotz angeblichen Verbotes statt.

## Kritik
Tierschützer aus Staaten, in denen der Verzehr von Hundefleisch nicht üblich ist, protestierten wiederholt gegen das Festival, aber auch innerhalb Chinas wurde wiederholt Kritik an dem Fest laut.
Die Hundefleisch-Verkäufer von Yulin und deren Unterstützer geben dagegen an, dass die Tiere auf vergleichsweise sanfte Art getötet würden. Obwohl China angesichts der globalen COVID-19-Pandemie Ende Mai 2020 Hunde vom nationalen Nutztier-Katalog genommen hat, startete im Juni das privat organisierte Hundefleisch-Festival in Yulin. Eine Petition bei change.org zur Beendigung des Festivals wurde (Stand April 2023) von über 3 Millionen Menschen unterschrieben.